# Møborg Bakkeø
Møborg Bakkeø er en bakkeø, der ligger nord for Vemb og sydvest for Struer. På bakkeøen ligger Møborg Kirkeby med Møborg Kirke, og i syd skråner bakkeøen ned mod Damhus Å.
|  | Denne artikel om lokaliteten Møborg Bakkeø kan blive bedre, hvis der indsættes et (bedre) billede. Du kan hjælpe ved at afsøge Wikimedia Commons for et passende billede eller lægge et op på Wikimedia Commons med en af de tilladte licenser og indsætte det i artiklen. |

56°23.6′N 8°21.8′Ø / 56.3933°N 8.3633°Ø